# شهرستان وائوبژیخ
شهرستان وائوبژیخ (لهستانی: Powiat Wałbrzych؛ ‏Polish: [ˈvawbʐɨx] ()) یک شهرستان در لهستان است که در استان سیلزی سفلی واقع شده‌است. شهرستان وائوبژیخ ۵۱۴٫۱۸ کیلومتر مربع مساحت و ۱۸۴٬۵۹۴ نفر جمعیت دارد.